# پادشاه هیگانگ
پادشاه هیگانگ (۸۳۶ میلادی تا ۸۳۸ میلادی ) (هانگول:희강)، (هانجا:僖康王) چهل و سومین پادشاه شیلا بود.